# Mika Waltari
Mika Toimi Waltari, né le 19 septembre 1908 à Helsinki et mort le 26 août 1979 dans la même ville, est un écrivain finlandais, célèbre pour ses romans historiques traduits dans de nombreuses langues (notamment "Sinouhé l'Egyptien") et auteur de quelques romans policiers,.

## Biographie
Mika Waltari est le fils de Toimi Armas Waltari, un pasteur luthérien, aumônier de prison né en 1881, et de son épouse Olga Maria Johansson. À cinq ans, Waltari perd son père. Tout jeune, il assiste à la guerre civile finlandaise à Helsinki.
Plus tard, il s'inscrit à l'université d'Helsinki comme étudiant en théologie, selon les vœux de sa mère. En 1927, il lance avec le dessinateur Asmo Alho (fi) la bande dessinée Kieku ja Kaiku (fi) avec textes écrits en vers, sous les images, publiée jusqu'en 1975.
Rapidement il abandonne la théologie en faveur de la philosophie, de l'esthétique et de la littérature. Il obtient son diplôme de maître en 1929. Pendant ses études, il collabore à divers magazines, écrit des poèmes et des histoires. Il publie son premier livre en 1925.

### Paris
Pendant ses études universitaires Waltari part pour Paris en 1927. Il y écrit son premier grand roman Suuri illusioni (La grande illusion), apprécié par la jeunesse finlandaise. 
Pour son style, le roman est considéré comme l'équivalent finlandais des œuvres des écrivains américains de la Lost Generation. Le livre de Waltari est un roman historique qui a lieu au XVIe siècle : le héros est un Finlandais qui se rend à Paris à vingt ans et y mène une vie plutôt bohème.